# Leodegar Kneissler von Maixdorf
Leodegar Kneissler von Maixdorf (ur. 21 listopada 1844 w Ołomuńcu, zm. 20 lutego 1925 w Wietzendorf) – oficer Kaiserliche und Königliche Kriegsmarine w stopniu admirała, zastępca szefa Departamentu Marynarki w Ministerstwie Wojny Austro-Węgier. 

## Życiorys
W 1860 roku rozpoczął naukę w Terezjańskiej Akademii Wojskowej, a rok później został przydzielony do służby w Cesarsko-Królewskiej Marynarce Wojennej. Uczestniczył, w stopniu porucznika marynarki (niem. Linienschiff-fähnrich), w wojnie prusko-austriackiej, w tym w zwycięskiej dla austriaków bitwie pod Lissą. Po zakończeniu wojny brał udział w tłumieniu ruchów niepodległościowych w południowej Dalmacji. Od 1878 roku, w stopniu kapitana marynarki (niem. Linienschiffsleutnant), dowodził okrętem podczas interwencji mocarstw europejskich w Salonikach. W 1885 roku odbył podróż do Wieliej Brytanii, aby zaznajomić się z organizacją Royal Navy. Po powrocie z podróży został przydzielony do służby w bazie marynarki w Poli, gdzie początkowo służył na stanowisku adiutanta dowódcy arsenału kontradmirała Moriza Manfroni, a następnie, po awansie na komandora podporucznika (niem. Korvettenkapitän) w 1889 roku, został dowódcą portu wojennego.  W latach 1893-1895 doradcą wojskowym Dowództwa Okręgu Marynarki Wojennej Triest, a w 1896 roku został przewodniczącym Komisji Rejestracyjnej w stopniu komandora (niem. Linienschiffskapitän) oraz został nobilitowany przez cesarza Franciszka Józefa. Podczas rozruchów na Kreice w trakcie wojny grecko-tureckiej, uczestniczył jako dowódca okrętu SMS „Kronprinzessin Erzherzogin Stephanie”, w morskiej blokadzie wyspy. Po awansie na kontradmirała (niem. Kontreadmiral) w 1901 roku został mianowany dowódcą okręgu wojskowego Treist, będąc równocześnie dowódcą eskadry na Morzu Adriatyckim. Od 1904 roku pełnił funkcję zastępy szefa Departamentu Marynarki w Ministerstwie Wojny Austro-Węgier, którym był wówczas adm. Rudolf Montecuccoli. 30 października 1910 roku został awansowany do stopnia admirała, a na początku następnego roku został przeniesiony w stan spoczynku. 

## Odznaczenia
Odznaczenia adm. Kneisslera von Maixdorfa to między innymi:
- Komandor Orderu Leopolda
- Kawaler Orderu Korony Żelaznej III klasy
- Krzyż Zasługi Wojskowej z dekoracją wojenną
- Srebrny Medal Waleczności II klasy
- Medal Wojenny
- Odznaka za Służbę Wojskową II klasy
- Medal Jubileuszowy Pamiątkowy dla Sił Zbrojnych i Żandarmerii
- Krzyż Jubileuszowy Wojskowy
- Order Królewski Korony II klasy z gwiazdą (Prusy)
- Krzyż Wielki Orderu Zbawiciela (Grecja)
- Kawaler II klasy Orderu Miecza (Szwecja)
- Order Osmana II klasy (Imperium Osmańskie)
- Oficer Orderu Sławy (Tunezja)